# Gustavo Delgado
Gustavo Delgado (* 8. září 1960) je bývalý mexický zápasník, reprezentant v zápase řecko-římském. V roce 1979 vybojoval šesté místo na mistrovství světa. V roce 1983 vybojoval třetí místo na Panamerických hrách a v roce 1984 stříbro na Mistrovství Střední Ameriky.
V roce 1984 startoval na olympijských hrách v Los Angeles ve váhové kategorii do 48 kg, po dvou porážkách však nepostoupil ze skupiny do dalších bojů.